# Linia kolejowa Velgast – Tribsees/Franzburg
Linia kolejowa Velgast – Tribsees/Franzburg – dawna jednotorowa lokalna linia kolejowa biegnąca przez teren kraju związkowego Meklemburgia-Pomorze Przednie, w północnych Niemczech.
Linia został pierwotnie wybudowana i była eksploatowana przez spółkę akcyjną Franzburger Südbahn (FSB), która została znacjonalizowana po II wojnie światowej. Nazwa Franzburger Südbahn pochodzi od byłego powiatu Franzburg, w dawnej pruskiej prowincji Pomorze.